# عفاف السلمان
عفاف السلمان، فنانة تشكيلية وممثلة ومصمة الديكور سعودية ولدت في الكويت في 15 أغسطس 1985.

## أعمالها

### مسلسلات
- طريق المعلمات
- شرباكه

### مسرحيات
- حريمكو
- صرقعه وفرقعه
- دبل كيك

### أفلام قصيرة
- السيكل [2]
- سمكه جده
- نوايا
- فرح

## روابط خارجية
- عفاف السلمان على موقع قاعدة بيانات الأفلام العربية